# Каруярв
Каруярв (ест. Karujärv, інші назви — ест. Saaremaa Karujärv, Järumetsa, Järvemetsa, Järvmetsa järv) — озеро в Естонії, що розташоване на острові Сааремаа, у волості Ляене-Сааре.